# Palinorsa acritomorpha
Palinorsa acritomorpha är en fjärilsart som beskrevs av Clarke 1964. Palinorsa acritomorpha ingår i släktet Palinorsa och familjen plattmalar. Inga underarter finns listade i Catalogue of Life.